# Krzysztof Morsztyn

Herb Leliwa

Krzysztof Morsztyn, zwany "młodszym" herbu Leliwa (data urodzenia nieznana, zm. w 1642) – starosta filipowski, starosta przewalski, działacz reformacyjny braci polskich.

## Życiorys
Syn Krzysztofa Morsztyna (1522–1600) – założyciela zboru braci polskich w Filipowie w 1585. Był krewnym Fausta Socyna (męża siostry jego ojca – Elżbiety). W Raciborsku uczył syna Andrzeja Wiszowatego – Benedykt Wiszowaty. Był administratorem (scholarchą) i nauczycielem w Akademii Rakowskiej.
Krzysztof Morsztyn zwany młodszym był bratem Andrzeja (zm. 1648), podczaszego sandomierskiego
Czterokrotnie żonaty. Z żony Urszuli Broniewskiej miał dwunastu synów i cztery córki. Z synów najbardziej znani są: Seweryn (zwany młodszym) (ur. przed 1604, zm. przed 1664), arianin. Jedna z córek Krzysztofa Elżbieta poślubiła Aleksandra Mierzeńskiego (1627–1671), porucznika wojsk Wielkiego Księstwa Litewskiego oraz brata Aleksandra Mierzeńskiego, Jana (zm. 1665), przywódcę arian litewskich i marszałka wiłkomierskiego
Był dziedzicem Gorzkowa, Koźmiczek, Czarnocina, Raciborska i Wilkowic.